# Hoplitis hyperplastica
Hoplitis hyperplastica is een vliesvleugelig insect uit de familie Megachilidae. De wetenschappelijke naam van de soort is voor het eerst geldig gepubliceerd in 1894 door Morawitz.